# Styphelia
Styphelia is een geslacht uit de heidefamilie (Ericaceae). De soorten komen voor van Indochina tot in het zuidwestelijke deel van het Pacifisch gebied.

## Soorten
- Styphelia abnormis (Sond.) F.Muell.
- Styphelia abscondita J.J.Sm.
- Styphelia acervata (Hislop & A.J.G.Wilson) Hislop, Crayn & Puente-Lel.
- Styphelia acuminata (R.Br.) Spreng.
- Styphelia adscendens R.Br.
- Styphelia allittii (F.Muell.) F.Muell.
- Styphelia angustiflora Hislop & Puente-Lel.
- Styphelia angustifolia DC.
- Styphelia annulata Hislop
- Styphelia anomala Hislop
- Styphelia appressa (R.Br.) Spreng.
- Styphelia attenuata (A.Cunn.) F.Muell.
- Styphelia balansae Virot
- Styphelia biflora (R.Br.) Spreng.
- Styphelia blackallii Hislop
- Styphelia blakei (Pedley) Hislop, Crayn & Puente-Lel.
- Styphelia blepharolepis F.Muell.
- Styphelia bracteolosa Hislop
- Styphelia brevicuspis (Benth.) F.Muell.
- Styphelia breviflora (F.Muell.) F.Muell.
- Styphelia capillaris Hislop & Puente-Lel.
- Styphelia carolineae Hislop
- Styphelia caudata Hislop
- Styphelia cernua Hislop & Puente-Lel.
- Styphelia chlorantha (Hislop & A.J.G.Wilson) Hislop, Crayn & Puente-Lel.
- Styphelia ciliosa Hislop & Puente-Lel.
- Styphelia clelandii (Cheel) J.H.Willis
- Styphelia coelophylla (A.Cunn. ex DC.) Hislop, Crayn & Puente-Lel.
- Styphelia cognata A.R.Bean
- Styphelia compacta (R.Br.) Spreng.
- Styphelia conchifolia (Strid) Hislop, Crayn & Puente-Lel.
- Styphelia concinna (Benth.) F.Muell.
- Styphelia conferta (Benth.) F.Muell.
- Styphelia conostephioides (DC.) F.Muell.
- Styphelia cordifolia (Lindl.) F.Muell.
- Styphelia corynocarpa (Sond.) F.Muell.
- Styphelia coryphila (Guillaumin) Sleumer
- Styphelia crassiflora F.Muell.
- Styphelia crassifolia (Sond.) F.Muell.
- Styphelia cuspidata (R.Br.) Spreng.
- Styphelia cylindrica Hislop
- Styphelia cymbiformis (A.Cunn. ex DC.) F.Muell.
- Styphelia cymbulae (Labill.) Spreng.
- Styphelia dammarifolia (Brongn. & Gris) F.Muell.
- Styphelia decussata Hislop, Crayn & Puente-Lel.
- Styphelia deformis (R.Br.) Spreng.
- Styphelia densifolia Hislop, Crayn & Puente-Lel.
- Styphelia deserticola Hislop
- Styphelia dielsiana (E.Pritz.) Sleumer
- Styphelia discolor (Sond.) Hislop, Crayn & Puente-Lel.
- Styphelia disjuncta Hislop & Puente-Lel.
- Styphelia echinulata Hislop
- Styphelia enervia (Guillaumin) Sleumer
- Styphelia epacridis (DC.) F.Muell.
- Styphelia erectifolia Hislop, Crayn & Puente-Lel.
- Styphelia ericoides Sm.
- Styphelia erubescens F.Muell.
- Styphelia esquamata (R.Br.) Spreng.
- Styphelia exarata Hislop
- Styphelia exarrhena (F.Muell.) F.Muell.
- Styphelia exilis Hislop
- Styphelia exolasia F.Muell.
- Styphelia exserta (F.Muell.) Sleumer
- Styphelia filamentosa Hislop & Puente-Lel.
- Styphelia filifolia Hislop & Puente-Lel.
- Styphelia flavescens (Sond.) F.Muell.
- Styphelia fletcheri (Maiden & Betche) Maiden & Betche
- Styphelia flexifolia (R.Br.) Spreng.
- Styphelia foliosa (Sond.) Hislop, Crayn & Puente-Lel.
- Styphelia forbesii Sleumer
- Styphelia geniculata Crayn
- Styphelia glaucifolia (W.Fitzg.) Hislop, Crayn & Puente-Lel.
- Styphelia globosa Hislop
- Styphelia grandiflora (Pedley) Hislop, Crayn & Puente-Lel.
- Styphelia graniticola Hislop
- Styphelia hainesii F.Muell.
- Styphelia hamulosa (E.Pritz.) Sleumer
- Styphelia hispida (E.Pritz.) Sleumer
- Styphelia humifusa (Cav.) Pers.
- Styphelia hyalina Hislop
- Styphelia imbricata (R.Br.) Spreng.
- Styphelia incerta Hislop
- Styphelia inframediana Hislop
- Styphelia inopinata (Hislop) Hislop, Crayn & Puente-Lel.
- Styphelia insularis (A.Cunn. ex DC.) Hislop, Crayn & Puente-Lel.
- Styphelia intertexta A.S.George
- Styphelia intricata Hislop
- Styphelia javanica (Zoll. & Moritzi) J.J.Sm.
- Styphelia kingiana F.Muell.
- Styphelia laeta R.Br.
- Styphelia lanata Hislop, Crayn & Puente-Lel.
- Styphelia lavarackii (Pedley) Hislop, Crayn & Puente-Lel.
- Styphelia leptantha (Benth.) F.Muell.
- Styphelia leptospermoides (R.Br.) Spreng.
- Styphelia lissanthoides (F.Muell.) F.Muell.
- Styphelia longifolia R.Br.
- Styphelia longissima Hislop & Puente-Lel.
- Styphelia longistylis (Brongn. & Gris) Sleumer
- Styphelia lucens A.R.Bean
- Styphelia macrocalyx (Sond.) F.Muell.
- Styphelia macrocarpa (Schltr.) Sleumer
- Styphelia madida Hislop
- Styphelia malayana (Jack) J.J.Sm.
- Styphelia margarodes (R.Br.) Spreng.
- Styphelia marginata (W.Fitzg.) Hislop, Crayn & Puente-Lel.
- Styphelia melaleucoides F.Muell.
- Styphelia microcalyx (Sond.) F.Muell.
- Styphelia microdonta (F.Muell. ex Benth.) F.Muell.
- Styphelia mitchellii (Benth.) F.Muell.
- Styphelia multiflora Spreng.
- Styphelia mutica (R.Br.) F.Muell.
- Styphelia nana (M.I.Dawson & Heenan) Hislop, Crayn & Puente-Lel.
- Styphelia neoanglica (F.Muell. ex Benth.) F.Muell.
- Styphelia nesophila (DC.) Sleumer
- Styphelia nitens Sleumer
- Styphelia oblongifolia (A.J.G.Wilson & Hislop) Hislop, Crayn & Puente-Lel.
- Styphelia obtecta (Benth.) F.Muell.
- Styphelia pallens Hislop
- Styphelia pallida (R.Br.) Spreng.
- Styphelia pancheri (Brongn. & Gris) F.Muell.
- Styphelia papillosa Hislop
- Styphelia pendula (R.Br.) Spreng.
- Styphelia pentapogona F.Muell.
- Styphelia perileuca J.M.Powell
- Styphelia piliflora Crayn
- Styphelia planiconvexa Hislop
- Styphelia planifolia (Sond.) Sleumer
- Styphelia platyneura Hislop
- Styphelia pogonocalyx (F.Muell. ex Benth.) F.Muell.
- Styphelia propinqua (R.Br.) Spreng.
- Styphelia prostrata (R.Br.) F.Muell.
- Styphelia psiloclada J.M.Powell
- Styphelia psilopus (Stschegl.) Hislop, Crayn & Puente-Lel.
- Styphelia pubescens (S.Moore) Hislop, Crayn & Puente-Lel.
- Styphelia quartzitica Hislop
- Styphelia racemulosa (DC.) F.Muell.
- Styphelia rectiloba Hislop
- Styphelia recurva Hislop
- Styphelia recurvisepala (C.T.White) Sleumer
- Styphelia retrorsa Hislop, Crayn & Puente-Lel.
- Styphelia rigidus (A.Cunn. ex DC.) Hislop, Crayn & Puente-Lel.
- Styphelia riparia (N.A.Wakef.) J.H.Willis
- Styphelia roseola Hislop
- Styphelia rotundifolia (R.Br.) Spreng.
- Styphelia rufa (Lindl.) F.Muell.
- Styphelia rupicola (C.T.White) Sleumer
- Styphelia ruscifolia (R.Br.) Spreng.
- Styphelia saxicola Hislop
- Styphelia scabrella Hislop
- Styphelia serratifolia (DC.) Hislop, Crayn & Puente-Lel.
- Styphelia setigera (R.Br.) Spreng.
- Styphelia sieberi (DC.) Hislop, Crayn & Puente-Lel.
- Styphelia sonderensis (J.H.Willis) Hislop, Crayn & Puente-Lel.
- Styphelia stomarrhena (Sond.) Sleumer
- Styphelia striata (R.Br.) Spreng.
- Styphelia strongylophylla (F.Muell.) F.Muell.
- Styphelia subglauca Hislop
- Styphelia subulata (F.Muell.) Hislop, Crayn & Puente-Lel.
- Styphelia sulcata Hislop & Puente-Lel.
- Styphelia tamminensis (E.Pritz.) Sleumer
- Styphelia tecta (R.Br.) Spreng.
- Styphelia tenuiflora Lindl.
- Styphelia tortifolia Hislop, Crayn & Puente-Lel.
- Styphelia trichostyla (J.M.Powell) Hislop, Crayn & Puente-Lel.
- Styphelia triflora Andrews
- Styphelia tubiflora Sm.
- Styphelia undulata Hislop
- Styphelia veillonii Virot
- Styphelia viridis Andrews
- Styphelia wetarensis J.J.Sm.
- Styphelia williamsiorum Hislop & Puente-Lel.
- Styphelia woodsii (F.Muell.) F.Muell.
- Styphelia xerophylla (DC.) F.Muell.
- Styphelia yorkensis (Pedley) Hislop, Crayn & Puente-Lel.

... · 
Acrothamnus · 
Acrotriche · 
Agapetes · 
Agarista · 
Andersonia · 
Andromeda · 
Arbutus · 
Arctostaphylos · 
Calluna · 
Cassiope · 
Chimaphila · 
Daboecia · 
Dracophyllum · 
Empetrum · 
Enkianthus · 
Erica (Dophei) · 
Kalmia · 
Leptecophylla · 
Moneses · 
Monotropa · 
Orthilia · 
(Oxycoccus (Veenbes)) · 
Pieris · 
Pyrola (Wintergroen) · 
Rhododendron (Rododendron) · 
Vaccinium (Bosbes) . 
Woollsia . 
...